# Indigofera luzonensis
Indigofera luzonensis là một loài thực vật có hoa trong họ Đậu. Loài này được De Kort & G.Thijsse miêu tả khoa học đầu tiên.